# قاح
قاح (به عربی: قاح) یک منطقهٔ مسکونی در سوریه است که در ناحیه الدانا واقع شده‌است. قاح ۲٬۲۶۲ نفر جمعیت دارد.